# Blepharita magnirena
Blepharita magnirena là một loài bướm đêm trong họ Noctuidae.